# The Great Southern Trendkill
Albums de Pantera
Far Beyond Driven
(1994) Official Live: 101 Proof
(1997)
The Great Southern Trendkill est le huitième album du groupe Pantera, sorti en mai 1996.
La voix de Phil Anselmo fut enregistrée aux Nothing Studios de Trent Reznor à La Nouvelle-Orléans.
Continuant sur la lancée de Far Beyond Driven, en allant toujours plus loin dans l'agressivité, il s'est classé à la 4e place du Billboard 200.

## Liste des titres
1. The Great Southern Trendkill – 3:46
2. War Nerve – 4:53
3. Drag the Waters – 4:55
4. 10's – 4:49
5. 13 Steps to Nowhere – 3:37
6. Suicide Note Pt. I – 4:44
7. Suicide Note Pt. II – 4:19
8. Living Through Me (Hell's Wrath) – 4:50
9. Floods – 6:59
10. The Underground in America – 4:33
11. (Reprise) Sandblasted Skin – 5:39

## Membres du groupe
- Phil Anselmo : Chant
- Dimebag Darrell : Guitare
- Vinnie Paul : Batterie
- Rex Brown : Basse